# Ольшанская, Евдокия Мироновна
Евдокия Мироновна Ольша́нская (имя при рождении — Дися Мееровна Зайденварг; 22 мая 1929 года, Киев — 19 октября 2003 года, Киев) — украинская поэтесса, переводчица, эссеист, мемуарист, литературовед, «крупнейший ахматовед». Лауреат Государственной литературной премии Украины имени Н. Ушакова (2003). Переводила стихи украинских поэтов. Её стихи были переведены на английский, немецкий, украинский, чеченский языки. Создатель мемориального кабинета Анны Ахматовой в Центральном государственном архиве-музее литературы и искусства Украины.

## Биография
Евдокия Мироновна Ольшанская родилась 22 мая 1929 года в Киеве. В 1952 году окончила Киевский педагогический институт (филологический факультет). С 1999 года — член Национального союза писателей Украины.
В 2003 году отдала свою коллекцию, которую собирала всю жизнь, в размере тысяч единиц хранения и создала мемориальный кабинет Анны Ахматовой в Центральном государственном архиве-музее литературы и искусства Украины.
Скончалась 19 октября 2003 в Киеве.

## Публикации
- Ольшанская Е. «Диалог» (1970);
- Ольшанская Е. «Сиреневый час» (1991, предисловие А. А. Тарковского);
- Ольшанская Е. «Причастность» (1994);
- Ольшанская Е. Серебряный век. — Киев: Киевский молодежный центр «Поезия», 1994. — 296 с[2].;
- Ольшанская Е. Поэзии родные имена: воспоминания, стихи, письма. — Киев: Мебиус-КБ, 1995. — 309 с[3].;
- Ольшанская Е. Мелодия осени: стихотворения. — Киев: 1997. — 72 с[4].;
- Ольшанская Е. «Мелодии осени» (1997);
- Ольшанская Е. «Свет издалека» (1999);
- Ольшанская Е. «Венок Анне Ахматовой» (1999);
- Ольшанская Е. «Мгновения» (2002);
- Ольшанская Е. Поздняя заря. — Киев, 2003. — 164 с.
- Печаталась в журналах: «Ренессанс», «Новый журнал», «Крещатик», «Встреча», «Сталкер».